# La vittima numero 8
La vittima numero 8 (La víctima número 8), conosciuta anche come La víctima número Ocho, è una serie televisiva spagnola con protagonista Verónika Moral creata da Sara Antuña e Marc Cistaré ed è diretta da Alejandro Bazzano e Menna Fite. È trasmessa in simultanea dal 10 ottobre 2018 sui canali ETB 2 e Telemadrid.
In Italia, la serie è stata distribuita il 16 agosto 2019 su Netflix.

## Trama
La serie ruota attorno a un attentato jihadista nella Città Vecchia di Bilbao che ha provocato la morte immediata di sette persone, cui in seguito se ne aggiungerà un’ottava, oltre trenta feriti, molti dei quali in gravi condizioni. Le indagini della polizia si concentrano nel catturare i responsabili dell'attentato. Una caccia in cui i personaggi saranno immersi in una spirale vertiginosa piena di colpi di scena inaspettati.

## Episodi
| Stagione       | Episodi | Prima TV Spagna | Pubblicazione Italia |
| -------------- | ------- | --------------- | -------------------- |
| Prima stagione | 8       | 2018            | 2019                 |